# CNSLR-Frăția
Confederația Națională a Sindicatelor Libere din România-Frăția sau pe scurt CNSLR-Frăția este cel mai mare sindicat din România, înființat în anul 1993, prin fuziunea sindicatelor CNSLR și Frăția. Are un număr de aproximativ 325.000 de membri.. CNSLR-Frăția este afiliată la European Trade Union Confederation si ITUC

## Istoric
În ianuarie 1990, Sorin Maier a fondat Sindicatul Șoferilor din România împreună cu Miron Mitrea și alți salariați ai săi unde ing.  Miron Mitrea. era șef de atelier (la IUGC - Întreprinderea de Utilaj Greu pentru Construcții, Autobaza București). În februarie 1990, Sorin Maier, cofondator al Sindicatului Șoferilor din România - S.S.R. (cu 250.000 de membri) împreună cu Adrian Cosmescu, președintele sindicatului Liber Independent „Policolor” București (cu 1.500 de membri), Sindicatul Liber „Aviație” (cu 1.500 de membri), au fondat Confederația Sindicală „Frăția” preluând fostul sediu al Consiliului Municipal al Sindicatelor, situat pe Str. Anghel Saligny nr. 8 din Sectorul 5 și după obținerea actelor prin intermediul Primarului Capitalei dr. Predescu,  Confederația Sindicală „Frăția” a fost înregistrată legal de Miron Mitrea - S.S.R. împreună cu Sindicatul Liber Independent „Policolor” București, Sindicatul Liber „Aviație”, Sindicatul Liber „Unitatea” de la Întreprinderea „23 August” și apoi sindicatul de la „1 Mai” din Ploiești.
În martie 1990 a luat naștere Confederația Națională a Sindicatelor Libere din România (CNSLR). În același an, în luna iunie, s-a organizat un congres în urma căruia Victor Ciorbea a fost ales în funcția de președinte al CNSLR. În urma acestui eveniment, Bogdan Hossu a cedat șefia acestei structuri și a părăsit CNSLR, înființând sindicatul Cartel Alfa.
În anul 1993, cele două sindicate (CNSLR și CSI Frăția) fuzionează, înființând CNSLR-Frăția, avându-l ca președinte executiv pe Miron Mitrea, iar ca președinte pe Victor Ciorbea. Ulterior, Victor Ciorbea a părăsit sindicatul, împreună cu câteva federații și a înființat Confederația Sindicatelor Democratice din România (CSDR).
În anul 2004, CNSLR-Frăția și Blocul Național Sindical (al doilea mare sindicat din România) au anunțat intenția de a fuziona, dar planul a fost abandonat la sfârșitul aceluiași an. 

## Controverse
Compania Fracom S.R.L., firmă deținută de CNSLR Frăția, a încheiat în anul 1995 o afacere cu Daewoo Electronics. Fracom a primit peste un milion de televizoare color, firma angajându-se să le vândă în rate. Marfa respectivă a fost garantată cu proprietățile imobiliare ale confederației, estimate la 20 de milioane de dolari. Cum televizoarele nu s-au vândut în totalitate, CNSLR Frăția, prin Fracom, a rămas datoare la Daewoo cu 3 milioane de dolari. Nimeni nu a fost găsit vinovat.